# كاتارينا ليندكفيست
كاتارينا ليندكفيست (بالسويدية: Catarina Lindqvist) مواليد 13 يونيو 1963 في كريستينه هامن، السويد، هي لاعبة كرة مضرب سويدية سابقة بدأت مسيرتها كمحترفة سنة 1983 وكانت تلعب باليد اليمنى، اعتزلت اللعب في 1992. أعلى تصنيف لها في الفردي كان المركز الـ 10 في سنة 1985. سبق أن شاركت في دورة الألعاب الأولمبية الصيفية.

## الخط الزمني للفردي
مفتاح
| ف | ن | ن.ن | ر.ن | د# | د.م | ل | أ.أ | ت | غ | ب | ف | ذ | م.خ | ل.ت |

(ف) فاز بالبطولة (ن) وصل النهائي (ن.ن) نصف النهائي (ر.ن) ربع النهائي (د#) الأدوار الأربعة الأولى (د.م) دور المجموعات (ل) شارك في كأس ديفيز (أ.أ) خرج من الأدوار الاولى (ت) خسر التصفيات التأهيلية (غ) غاب عن الحدث أو البطولة (ب) حصل على ميدالية برونزية (ف) حصل على ميدالية فضية (ذ) حصل على ميدالية ذهبية (م.خ) بطولة الماسترز خُفضت إلى مرتبة أقل (ل.ت) البطولة لم تعقد في السنة المعينة.
لتجنب الارتباك وازدواجية الحساب، يتم تحديث هذه المعلومات إما في نهاية البطولة، أو عندما تكون مشاركة اللاعب في البطولة قد انتهت.
| الدورة            | 1982  | 1983  | 1984  | 1985  | 1986  | 1987  | 1988  | 1989  | 1990  | 1991  | 1992  | إجمالي ف/م |
| ----------------- | ----- | ----- | ----- | ----- | ----- | ----- | ----- | ----- | ----- | ----- | ----- | ---------- |
| أستراليا المفتوحة | غ     | غ     | د2    | ر.ن   | ل.ت   | ن.ن   | د4    | ر.ن   | غ     | د2    | د2    | 0 / 7      |
| فرنسا المفتوحة    | غ     | د2    | د2    | د2    | د4    | د2    | د1    | د1    | د1    | غ     | د1    | 0 / 9      |
| ويمبلدون          | غ     | د1    | د2    | د1    | ر.ن   | د4    | د1    | ن.ن   | د1    | د4    | د2    | 0 / 10     |
| أمريكا المفتوحة   | د1    | غ     | د3    | د4    | د4    | د4    | د1    | د1    | د1    | د2    | د1    | 0 / 10     |
| م.ف               | 0 / 1 | 0 / 2 | 0 / 4 | 0 / 4 | 0 / 3 | 0 / 4 | 0 / 4 | 0 / 4 | 0 / 3 | 0 / 3 | 0 / 4 | 0 / 36     |
| تصنيف نهاية العام | 131   | 115   | 18    | 13    | 17    | 16    | 42    | 16    | 38    | 46    | 63    |            |

- إجمالي ف / م = إجمالي الفوز والمشاركة

## روابط خارجية
- كاتارينا ليندكفيست على موقع رابطة محترفات التنس (الإنجليزية)
- كاتارينا ليندكفيست على موقع الاتحاد الدولي لكرة المضرب (الإنجليزية)
- كاتارينا ليندكفيست على موقع كأس بيلي جين كينغ (الإنجليزية)
- كاتارينا ليندكفيست على موقع خلاصة التنس.كوم (الإنجليزية)
- كاتارينا ليندكفيست على موقع إي إس بي إن.كوم (الإنجليزية)
- كاتارينا ليندكفيست على موقع اللجنة الأولمبية الدولية (الإنجليزية)
- كاتارينا ليندكفيست على موقع أوليمبيديا (الإنجليزية)
- كاتارينا ليندكفيست على موقع اللجنة الأولمبية السويدية (السويدية)